# Théorie de l'orbitale moléculaire
La théorie de l'orbitale moléculaire (TOM) est un des socles de la chimie théorique du 20e siècle. Jusqu'alors les chimistes théoriciens étaient prisonniers des succès du modèle de la liaison covalente de Lewis. Les méthodes spectroscopiques du 20e siècle montrent les limites de l'idée de liaisons localisées en résolvant des structures chimiques jusque-là inédites.
Par exemple la mésomérie ou résonance était vue, à tort, comme le passage rapide d'une conformation à une autre (résonance de Kekulé), ce qui n'était pas vérifié ni dans le spectre infrarouge ni dans la réactivité de molécules comme le benzène. De plus, le paramagnétisme de certaines molécules et complexes, notamment le dioxygène est inexplicable sans l'idée d'orbitales moléculaires. Cette théorie réconcilie surtout la mécanique quantique et les autres branches de la chimie, en plus de permettre le développement de la chimie numérique.
Dans cette théorie, les orbitales atomiques se combinent linéairement pour former un ensemble d'orbitales liantes et antiliantes.
- La méthode formelle pour résoudre ce problème est la résolution numérique d'une version simplifiée de l'équation de Schrödinger (nommée Équation de Hartree-Fock) par des méthodes ab initio. La science étudiant ces méthodes est nommée chimie numérique.

- D'excellents résultats peuvent aussi être obtenus par la méthode des diagrammes d'orbitales moléculaires.

## Énoncé
La TOM est une méthode destinée à la détermination d'une structure moléculaire dans laquelle les électrons ne sont pas assignés à des liaisons chimiques spécifiques entre les atomes, mais sont traités comme se déplaçant sous l'influence des noyaux de la molécule dans son ensemble. Dans cette théorie, chaque molécule est dotée d'un ensemble d'orbitales moléculaires, dans lequel on postule que la fonction d'onde moléculaire ψf peut être écrite comme une simple somme pondérée des n orbitales atomiques χi constitutives, selon l'équation suivante :
{\displaystyle \psi _{j}=\sum _{i=1}^{n}c_{ij}\chi _{i}}
Les coefficients cij peuvent être déterminés numériquement en substituant de cette équation dans l'équation de Schrödinger et en appliquant le principe variationnel. Cette méthode est appelée approximation de la combinaison linéaire d'orbitales atomiques et est couramment employé en chimie numérique.

## Histoire
La théorie de l'orbitale moléculaire fut développée, dans les années suivant la construction de la théorie de la liaison de valence (1927), en premier lieu par les travaux de Friedrich Hund, Robert Mulliken, John C. Slater, et John Lennard-Jones. Elle fut tout d'abord appelée théorie de Hund-Mulliken. Le terme d' orbitale fut introduit par Mulliken en 1932. Courant 1933, la théorie de l'orbitale moléculaire était acceptée comme théorie validée et pratique. Selon le physicien et physico-chimiste Erich Hückel, la première utilisation quantitative de la théorie de l'orbitale moléculaire fut l'article de 1929 de Lennard-Jones. Le premier calcul précis d'une fonction d'onde moléculaire fut effectué en 1938 par Charles Coulson et portait sur la molécule de dihydrogène. En 1950, les orbitales moléculaires étaient définies de manière aboutie comme fonctions propres (fonctions d'ondes) du hamiltonien du champ auto-cohérent et ce fut à partir de ce moment que la théorie de l'orbitale moléculaire devint pleinement rigoureuse et cohérente. Cette approche rigoureuse est connue sous le nom de méthode de Hartree-Fock pour les molécules bien qu'elle soit basée sur les calculs atomiques. Dans les calculs sur les molécules, les orbitales moléculaires sont développées en termes d'une base d'orbitales atomiques, conduisant ainsi aux équations de Roothaan. Ceci a conduit au développement de nombreuses méthodes ab initio de chimie quantique. En parallèle à ces développements rigoureux, la théorie de l'orbitale moléculaire est aussi appliquée dans une forme approchée utilisant des paramètres établis de manière empirique dans ce qui est connu sous le nom de méthodes quantiques semi-empiriques.

## Description générale
La TOM utilise une combinaison linéaire d'orbitales atomiques afin de former des orbitales moléculaires sur la molécule dans son ensemble. Elles sont parfois classées en orbitales liantes, orbitales antiliantes, et orbitales non-liantes. Une orbitale moléculaire est de fait une orbitale de Schrödinger incluant plusieurs, mais souvent seulement deux, noyaux atomiques. Si cette orbitale est du type dans lequel les électrons de l'orbitale ont une plus grande probabilité de présence entre les noyaux qu'ailleurs, l'orbitale sera liante, et tendra à maintenir les noyaux ensemble. Si les électrons se situent plutôt dans une orbitale pour laquelle ils passent plus de temps ailleurs qu'entre les noyaux, l'orbitale sera antiliante et affaiblira la liaison. Les électrons des orbitales non-liantes se situent plutôt dans des orbitales profondes (quasiment des orbitales atomiques) associées quasiment dans leurs intégralités avec un noyau ou l'autre, et ainsi passent autant de temps entre les noyaux qu'ailleurs. Ces électrons n'affaiblissent ni ne renforcent les liaisons chimiques.

Les orbitales moléculaires sont aussi divisées selon les types d'orbitales atomiques combinées pour former une liaison. Ces orbitales sont le résultat des interactions électron-noyau causées par la force fondamentale électromagnétique. Les produits chimiques forment une liaison si leurs orbitales deviennent plus basses en énergie lorsqu'elles interagissent ensemble. Les différentes liaisons chimiques se distinguent par la forme de leur nuage électronique et leurs niveaux d'énergies.

La TOM procure un aperçu global et délocalisé sur la liaison chimique. Par exemple, dans la TOM pour les molécules hypervalentes, il n'est plus nécessaire de considérer un rôle majeur pour les orbitales d. Dans la TOM, tout électron de la molécule peut être localisé partout sur la molécule, les conditions quantiques permettant aux électrons de se déplacer sous l'influence d'un grand nombre arbitraire de noyaux, dans la limite des règles de sélectivité. Bien que dans la TOM certaines orbitales moléculaires peuvent comprendre des électrons qui sont localisés spécifiquement entre certaines paires d'atomes moléculaires, d'autres orbitales comprennent des électrons dispersés plus uniformément sur la molécule. De fait, les liaisons (et les électrons) sont bien plus délocalisées dans la TOM que ce qui est indiqué par la théorie de la liaison de valence : cela rend la TOM plus pratique pour la description des systèmes étendus.
Un exemple est la description OM du benzène, dont la structure est un cycle hexagonal de 6 atomes de carbone. Dans cette molécule, 24 des 30 électrons liants de valence sont localisés dans 12 orbitales liantes σ (sigma) principalement situées entre les paires d'atomes (C-C et C-H), comme présenté par la théorie de la liaison de valence. Cependant, dans le benzène, les 6 électrons restants sont localisés dans trois orbitales moléculaires liantes π (pi) délocalisées sur le cycle. Deux se placent dans une orbitale moléculaire qui a des contributions égales des six atomes. Les deux autres ont des nœuds verticaux à angles droits entre eux. Comme dans la théorie de la liaison de valence, ces six électrons π délocalisés se situent dans les grands espaces existant en dessous et au-dessus du plan du cycle. Toutes les liaisons carbone-carbone dans le benzène sont chimiquement équivalentes. Dans la TOM, c'est une conséquence directe du fait que les trois orbitales π forment une combinaison qui distribue les 6 électrons « surnuméraires » sur les 6 atomes de carbone.

Dans des molécules comme le méthane (CH4), les 8 électrons de valence sont dans 4 orbitales moléculaires réparties sur l'ensemble des 5 atomes constitutifs. Cependant, il est possible de transformer ce point de vue, sans modifier ni la fonction d'onde totale, ni l'énergie, en 8 électrons dans 4 orbitales localisées similaires à l'image « normale » de liaisons covalentes à deux électrons. C'est ce qui a été fait ci-dessus pour les liaisons σ du benzène, mais reste impossible pour les orbitales π. L'image délocalisée est plus appropriée pour la description des propriétés d'ionisation et spectroscopiques. Lors d'une ionisation, un électron unique est pris à la molécule dans son ensemble. L'ion résultant ne possède pas de liaison se distinguant des autres. De manière similaire pour le cas des excitations électroniques, l'électron excité est délocalisé sur la molécule dans son ensemble et non pas localisé sur une liaison spécifique.
D'autres composés comme le β-carotène ou substances comme la chlorophylle ou les hèmes présentent à l'instar du benzène des électrons π dans des orbitales moléculaires sur l'ensemble de la molécule, permettant une augmentation de l'absorption lumineuse pour de faibles énergies (spectre visible), ce qui est de fait observé. Ce fait, ainsi que d'autres caractéristiques spectroscopiques pour des molécules est bien expliqué dans la théorie de l'orbitale moléculaire, avec un accent porté sur les états électroniques associés aux orbitales multicentres, y compris les « mélanges » d'orbitales déduit des principes de correspondance de symétrie orbitale. Les mêmes principes d'orbitales moléculaires expliquent aussi de manière naturelle certains phénomènes électriques, comme la haute conductivité électrique dans la direction du plan des feuillets hexagonaux du graphite. Dans la TOM, la « résonance » (mélange et recouvrement des états de la liaison de valence) est une conséquence naturelle de la symétrie. Ainsi, dans le graphite comme dans le benzène, il n'est pas nécessaire de postuler l'hybridation sp2 et la résonance de la théorie de la liaison de valence afin d'expliquer la conduction électrique. Au lieu de cela, la TOM indique simplement que certains électrons dans les feuillets atomiques sont complètement délocalisés sur des distances arbitraires, et se situent sur de très grandes « orbitales moléculaires » recouvrant le plan graphitique en entier, permettant ainsi à certains électrons de se mouvoir et de conduire l'électricité dans le plan graphitique, comme s'ils appartenaient à un métal.